# (50412) Ewen
(50412) Ewen (2000 DG1) – planetoida z pasa głównego asteroid okrążająca Słońce w ciągu 4,41 lat w średniej odległości 2,69 au. Odkryta 26 lutego 2000 roku.